# Валлонская Фландрия
Валлонская Фландрия (фр. Flandre wallonne), также известная как Галликан(т)ская Фландрия (Flandre gallican(t)e) — область на юге графства Фландрии, соответствовавшая землям и шателениям трех привилегированных городов — Лилля, Дуэ и Орши. Население региона говорило на валлонском и пикардийском диалектах.

## История

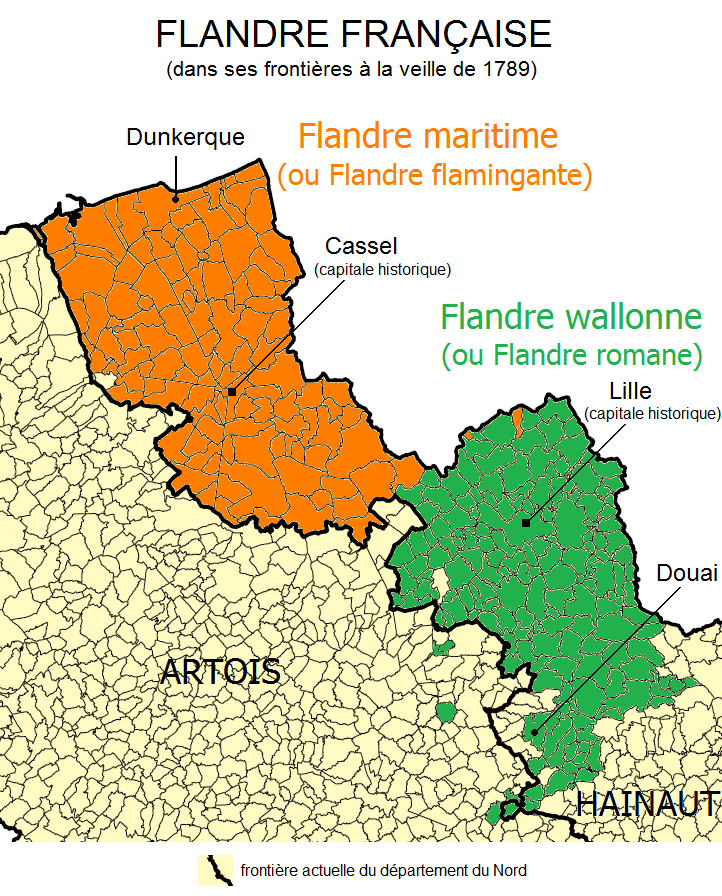
Французская Фландрия накануне революции

Термин «валлонская Фландрия» появился после французского завоевания и закрепился в литературе к началу XIX века. В средние века регион обозначался выражением «города и шателенства Лилля, Дуэ и Орши» (villes et châtellenies de Lille, Douai et Orchies).
Область была присоединена к Франции Филиппом IV Красивым в 1312 году по Понтуазскому соглашению. Отдав валлонскую Фландрию, граф Роберт Бетюнский освобождался от выплаты части компенсации, которую он задолжал французскому королю по условиям Атисского мира. В историографии этот процесс принято называть «transport de Flandre» — передача земель Фландрии. После серии административных экспериментов при Филиппе IV и его преемниках, Карл IV в 1326 году сгруппировал бальяжи Лилля, Дуэ и Орши в одно губернаторство верховного бальяжа, в состав которого также вошли Мортан и Турнези (La Gouvernance du Souverain Bailliage de Lille, Douai, Orchies, Mortagne et Tournaisis).
В 1369 году, после женитьбы Филиппа II Смелого на наследнице Фландрии Маргарите де Маль, Карл V вернул Лилль, Дуэ и Орши в состав Фландрии, сохранив за французской короной сюзеренитет над этой областью.
Значение губернаторов провинции постепенно снижалось со времени правления Филиппа VI, так как их заместители, установившие связи с местными феодалами, добились значительной автономии и сами приняли титулы бальи Лилля или Дуэ, претендуя на равенство с верховным бальи. В бургундский период губернаторы сохранили, в основном, военные функции, а их заместители, управлявшие в Лилле и Дуэ, поддерживали с ними номинальную связь. Эшевены городов добились от бургундских герцогов и их габсбургских преемников значительных привилегий, подтвержденных конкордатом с Лиллем в 1522 году, и с Дуэ в 1549.
По условиям Мадридского договора 1526 года Франция уступала сюзеренитет над регионом Австрийскому дому. В период франко-габсбургских войн валлонская Фландрия, граничившая с Пикардией, Артуа и Эно, имела первостепенное военное значение, и ее губернаторами, как и в случае с более крупными нидерландскими провинциями, назначались опытные военачальники и кавалеры ордена Золотого руна. Верхней инстанцией для всех дел, рассматривавшихся в бальяжах Лилля, Дуэ и Орши, являлся Провинциальный совет Фландрии в Генте.
Валлонская Фландрия была завоевана Людовиком XIV в ходе Деволюционной войны. Лилль капитулировал 27 августа 1667, а по условиям Ахенского трактата 8 мая 1668 регион присоединялся к Франции. Вместе с фламандской Приморской Фландрией (Вестхук), захваченной во время Голландской войны, валлонская Фландрия («губернаторство Лилль-Дуэ-Орши») составила так называемую Французскую Фландрию, ставшую частью старорежимной провинции Фландрия и Эно, ликвидированной в 1790 году.
Бальяжи Лилля, Дуэ и Орши находились под юрисдикцией Турнейского парламента, до возвращения города Турне под власть Габсбургов в 1713 году. Провинциальные штаты валлонской Фландрии, заседавшие в Лилле, состояли из депутатов дворянства, духовенства и четырех лилльских юстициариев, представлявших третье сословие. 
«Народ этой страны во все времена был очень воинственным, знать там блестяща, многие прекрасные земли возведены в ранг княжеств, графств, и прочее». В настоящее время валлонская Фландрия образует округа Лилль и Дуэ в составе департамента Нор.

## Губернаторы Лилля, Дуэ и Орши
- с 1296 — Адам де Кардоне
- с 1307 — Жилль Акен
- с 1313 — Пьер де Брёк
- с 1320 — Ренар де Шуанель (Шуазёль, Шуазьель)
- с 1337 — Ферри Дени
- с 1338 — Годемар Фей
- с 1340 — Пьер де Ла-Палю
- Эсташ де Рибмон (ум. 1349)
- Бодуэн де Ланс, сеньор д'Аннекен (ум. 1364)
- с 1364 — Ришар Пуршьо
- с 1366 — Удар де Ранти
- с 1367 — Тристан дю Буа
- с 1369 — Николас ван дер Клит
- с 1370 — Жан де Ам
- с 1379 — Жилле дю Катель
- с 1380 — Жерард де Рассенгьен
- Питер ван дер Зип (ум. 1409)
- 1409—1410 — Анри де Мортан
- 1410—1414 — Жан II де Ланнуа
- 1414—1444 — Юг де Ланнуа, сеньор де Сант
- Бодуэн I де Ланнуа, сеньор де Молембе (согласно Жану Бюселину)
- 1445—1459 — Бодуэн д'Уаньи, сир д'Эстре
- 1459—1465 — Жан III де Ланнуа
- 1465—1467 — Антуан д'Уаньи, сеньор де Брюе
- 1467—1479 — Жан де Розембуа, сеньор де Фромель
- 1479—1484 — Жан де Ам, сеньор де Сангат
- 1484—1485 — Жан де Ла Грютюз, сеньор д'Эспьер
- 1485—1501 — Бодуэн II де Ланнуа, сеньор де Молембе
- 1501—1513 — Жак II де Люксембург, сеньор де Фиенн
- 1513—1530 — Жак III де Люксембург, граф де Гавр
- 1532—1553 — Адриен де Крой, граф дю Рё
- 1554—1563 — Жан де Монморанси, сеньор де Куррьер
- 1563—1566 — должность вакантна
- 1566—1583 — Максимильен де Ганд-Вилен, граф д'Изенгьен (до 1570 временный). В 1576—1579 был в плену, и должность временно исполняли:
  - 1576—1578 — Франсуа де Монморанси, барон де Вастин
  - 1578 — Юг де Бурнель, сеньор д'Эстембек
  - 1578—1579 — Андре д'Уаньи, сеньор де Виллерваль
  - 22.10.1579 эрцгерцог Маттиас и Генеральные штаты назначили Пьера де Мелёна, принца д'Эпинуа, суперинтендантом Галликантской Фландрии, Артуа и других провинций, для сопротивления Алессандро Пармскому
- 1583—1590? — Филипп де Рекур, барон де Лик
- 1590—1593? — Франсуа де Монморанси, барон де Вастин (согласно Бюселину)
- 1593—1621 — Хуан де Роблес, граф д'Аннап
- 1621—1624 — должность вакантна
- 1624—1631 — Филипп-Ламораль де Ганд-Вилен, граф д'Изенгьен
- 1631—1632 — Александр I де Бурнонвиль, граф д'Энен-Льетар
- 1636—1639 — Филипп де Рюбампре, граф де Вертен
- 1640—1653 — Эсташ II де Крой, граф дю Рё
- 1653—1667 — Филипп-Ипполит-Шарль Спинола, граф де Брюэ
- 1667—1676 — Бернарден Жиго, маркиз де Бельфон

## Генерал-губернаторы Фландрии и Эно
- 1676—1694 — Луи IV де Креван, герцог д’Юмьер
- 1694—1711 — герцог Луи-Франсуа де Буфлер
- 1711—1747 — герцог Жозеф-Мари де Буфлер
- 1747—1751 — герцог Шарль-Жозеф-Мари де Буфлер
- 1751—1787 — Шарль де Роган, принц де Субиз
- 1788—1790 — Шарль-Эжен-Габриель Делакруа, маркиз де Кастри